# Leopold Lojka
Leopold Lojka (alternative Schreibweise Leopold Loyka; * 17. September 1886 in Teltsch, Mähren; † 18. Juli 1926 in Brünn) war ein österreichisch-ungarischer Chauffeur. Lojka wurde vor allem bekannt als Fahrer des Automobils, in dem Erzherzog Franz Ferdinand und seine Frau Sophie am 28. Juni 1914 in Sarajevo erschossen wurden.

## Leben
Der aus Mähren stammende Lojka trat als junger Mann in die österreichisch-ungarische Armee ein. Während eines Manövers im Jahr 1909 tat er sich hervor, als er einige Pferde, die in Panik durchgegangen waren, wieder einfing, wofür er 300 Kronen Belohnung erhielt. Der böhmische Grundbesitzer und begeisterte Automobilist Franz Graf Harrach, der Zeuge dieses Vorfalls wurde, stellte Lojka daraufhin – beeindruckt von seinem Mut und seiner Tüchtigkeit – als seinen Fahrer ein.

## Attentat von Sarajevo

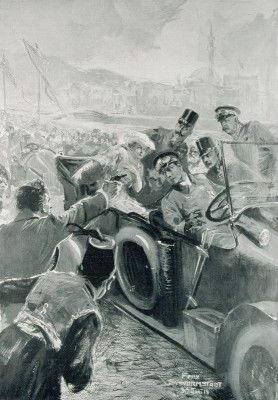
Fantasiebild von Felix Schwormstädt in der Leipziger Illustrierten Zeitung. Lojka am Volant. (1914)

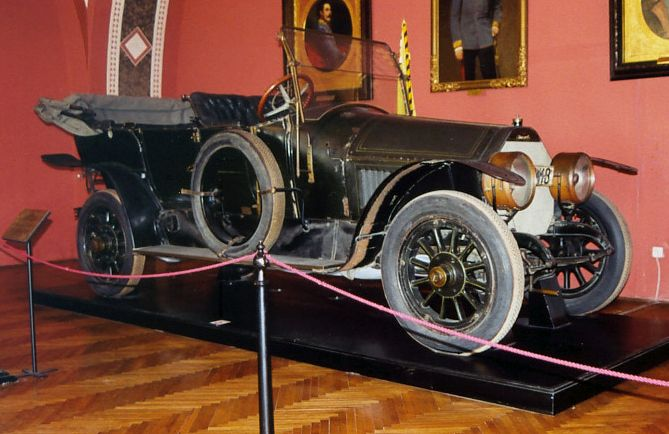
Der von Leopold Lojka während des Attentats von Sarajevo gefahrene Doppelphaeton (28/32 PS) von Gräf & Stift

Im Juni 1914 begleitete Lojka seinen Arbeitgeber und dessen Freund Erzherzog Franz Ferdinand, den Thronfolger der österreichisch-ungarischen Doppelmonarchie, auf eine Reise nach Bosnien und in die Herzegowina. Dort nahm der Erzherzog zunächst am 26. und 27. Juni, in seiner Eigenschaft als „Inspekteur der gesamten bewaffneten Kräfte“, als Beobachter an einem Manöver der k.u.k. Armee außerhalb von Sarajevo teil. Für den 28. Juni war zum Abschluss der Reise noch ein Besuch in der Stadt selbst geplant.
Zu diesem Zwecke hatte Harrach dem Thronfolger seinen Wagen, einen Doppelphaeton (28/32 PS) von Gräf & Stift, und Fahrer zur Verfügung gestellt. Lojka fiel infolgedessen die Aufgabe zu, den Erzherzog und seine Begleiter am Morgen des 28. Juni am Bahnhof von Sarajevo abzuholen und in die Innenstadt und zu allen weiteren Zielen auf dem Tagesprogramm zu fahren.
In der sieben Fahrzeuge umfassenden Wagenkolonne Franz Ferdinands fuhr das „Thronfolgerfahrzeug“, mit Lojka am Steuer rechts vorne (Rechtslenker) sitzend, an dritter Stelle. Auf dem Weg vom Bahnhof zum Rathaus kam es zu einem ersten Attentat: Der junge Nedeljko Čabrinović versuchte eine Bombe auf den Wagen des Thronfolgers zu werfen. Dieser Versuch scheiterte – nicht zuletzt dank der Geistesgegenwart Lojkas. Nach einem Aufenthalt im Rathaus nahm man die Fahrt wieder auf. Um weiteren Attentaten vorzubeugen, hatten die Verantwortlichen jedoch beschlossen, die Fahrtroute zu ändern: Anstatt, wie ursprünglich geplant und in den Zeitungen bekanntgegeben, entlang des Appelkais, über den man gekommen war, nur ein Stück weit zurückzufahren und dann bei der Franz-Josef-Straße nach rechts in die Innenstadt abzubiegen, wollte man nun auf das Abbiegen verzichten und stattdessen die volle Strecke entlang des Appelkais am Ufer der Miljacka zurücklegen. Lojka, den man darüber nicht informiert hatte, bog stattdessen jedoch, entsprechend der ihm bekannten „alten“ Fahrroute, an der Ecke Appelkai-Franz-Josef-Straße nach rechts ab. Oskar Potiorek, der Landeschef von Bosnien, der der Gastgeber des Erzherzogs war und ebenfalls in Lojkas Wagen saß, rief diesem daraufhin zu, anzuhalten, da dies „der falsche Weg“ sei, und zu wenden. Als Lojka den Retourgang einlegte, um das Fahrzeug zurücksetzen zu können, stand es einige Sekunden still, die der junge Bosnier Gavrilo Princip, – wie Čabrinović ebenfalls ein Anhänger der nationalistischen Bewegung Mlada Bosna – der an eben jener Stelle am Straßenrand stand, an der das Fahrzeug zum Halten kam, nutzte, um aus nächster Nähe zwei Schüsse auf die Insassen abzufeuern. Diese verletzten Franz Ferdinand und seine Gattin Sophie tödlich.
Lojka wendete das Fahrzeug nach dem Attentat – dessen fataler Ausgang einige Sekunden übersehen wurde, da man meinte, der Thronfolger sei nur leicht verletzt und seine Gattin ohnmächtig geworden – auf Weisung Potioreks und steuerte es zu dessen Amtssitz, dem sogenannten Konak. Dort angekommen starben der Erzherzog und seine Ehefrau innerhalb weniger Minuten. Lojka verschickte unmittelbar danach, im Auftrag des Landeschefs Oskar Potiorek und/oder Oberst Carl von Bardolff, drei Telegramme (an Kaiser Franz Joseph, Kaiser Wilhelm II. sowie an die Kinder des Erzherzogs), mit denen die Welt über das Attentat und den Tod von Franz Ferdinand in Kenntnis gesetzt wurde.

## Nach dem Attentat
Am 29. Juni identifizierten Lojka und Andreas Freiherr von Morsey Princip in einer Gegenüberstellung als Attentäter („Der da ist es, der Mörder“). Danach trat er im Sarajevoer Prozess gegen die Attentäter und ihre Helfer als Zeuge der Anklage auf.
Nach dem Krieg ließ Lojka sich in Znaim nieder, wo er ein Gasthaus betrieb, das er 1925 verkaufte. Er siedelte stattdessen nach Brünn über, wo er ein neues Gasthaus eröffnete, das er bis zu seinem Tod 1926 betrieb. Daneben tat Lojka sich zu dieser Zeit durch eine Reihe von Interviews und Berichten, in denen er die Ereignisse des 28. Junis schilderte, hervor und wurde so zeitweise zu einer weltbekannten Gestalt. 

## Historischer Nachruf
Am 1. August 1926 erschien in der Deutschen Zeitung ein Nachruf:
„Vor wenigen Tagen starb in Brünn der Gastwirt Leopold Lojka. Die Brünner gedachten seines Todes, als sei er einer der Ersten ihrer Stadt gewesen. Er war keiner der Hohen von Brünn, er war auch keine politische Größe, eben nur ein Gastwirt, den niemand als die Brünner kannten. Aber vor Jahren wurde sein Name in der ganzen Welt genannt, um der wenigen kurzen Minuten willen, für die ihm das Schicksal einen Platz im Brennpunkt der Weltgeschicht zugewiesen hatte: denn dicht hinter seinem Rücken wurden die Flammen des Weltbrandes angefacht. Er war der Chauffeur des Erzherzogs Franz Ferdinand, er führte sein Auto am Unglückstage.
Später nahm der Kaiser Karl Lojka in seine Dienste, und als der Umsturz kam, wurde er mit 400.000 Kronen abgefunden, mit denen er sich eine Gastwirtschaft in Brünn kaufte. Seine Vergangenheit machte ihn zu einer stadtbekannten Persönlichkeit, und mancher kam, um ihn von der Schreckensfahrt erzählen zu hören und die Reliquien zu sehen, die blutigen Hosenträger des Erzherzogs, ein Stück einer goldenen Armkette der Erzherzogin, die man ihm zum Andenken überlassen hatte, als Anerkennung für sein tapferes Verhalten in jenen Minuten; denn mit großem Geschick war er den ersten Bomben ausgewichen, die gegen das Auto geschleudert wurden, und jetzt war er noch immer überzeugt, dass sein Auto auch dem Bereich der Schüsse hätte entführen können, wäre nicht aus dem Innern des Wagens von der Erzherzogin der Befehl gekommen: 'Fahren Sie weiter!'“
Das amerikanische Time Magazine beschrieb Lojka in einem Nachruf als „famed as the chauffeur who drove the automobile which carried Archduke Francis Ferdinand at Sarajevo to his assassination“.
Nach dem Zweiten Weltkrieg geriet Lojka weitgehend in Vergessenheit.
In Anlehnung an die weltgeschichtliche Rolle, die der „kleine Mann“ Lojka durch sein Tun und Unterlassen in Sarajevo spielte, prägte man den Begriff des Lojka-Effekts, wonach nicht nur „große Männer“, sondern auch wenig bedeutungsvolle Personen durch ihr Tun und Lassen den „Gang der Geschichte“ maßgeblich beeinflussen können – und sei es auch zufällig und ohne den Willen, ein „historischer Akteur“ zu werden.